# HD 169033
HD 169033，又名BD-12 5024，SAO 161415、HR 6881，是一颗恒星，视星等为5.73，位于銀經19.04，銀緯0.69，其B1900.0坐标为赤經18h 17m 36.4s，赤緯-12° 0.69′ 49″。